# Sanford L. Segal
Sanford Leonard Segal (geboren 11. Oktober 1937; gestorben 7. Mai 2010 in Rochester) war ein US-amerikanischer Mathematiker und Wissenschaftshistoriker.

## Leben
Sanford Segal studierte Classical Civilization studies und Mathematik an der Wesleyan University und erhielt 1958 einen B.A. Danach war er als  Fulbright-Student für ein Jahr an der Universität Mainz eingeschrieben. Er wurde bei Sigma Xi aufgenommen und bei Phi Beta Kappa. Er ging für ein paar Jahre nach Chicago und dann an die University of Colorado Boulder, wo er 1963 mit der Dissertation The Error Term in the Formula for the Average Value of the Euler Phi Function bei Sarvadaman Chowla promoviert wurde. 
Ab 1963 arbeitete er, zunächst als Instruktor, an der University of Rochester, wo er 44 Jahre lang lehrte. Mit einem weiteren Fulbright-Stipendium forschte er 1965/66 an der Universität Wien. 1965 wurde er  Assistant Professor und 1970 erhielt er die Tenure. Segal wurde 1977 Professor und war von 1979 bis 1987 Fachbereichsleiter. 
Segal spezialisierte sich auf analytische Zahlentheorie und auf Funktionentheorie und veröffentlichte 1981 das Lehrbuch Nine Introductions in Complex Analysis. Der Schwerpunkt seines Interesses verlagerte sich dann auf die Wissenschaftsgeschichte. Insgesamt publizierte er mehr als 45 wissenschaftliche Beiträge über Mathematik, Mathematikdidaktik und Wissenschaftsgeschichte, Frauenstudium und Nuklearwaffen. Er war Mitglied in der Forschungsgruppe Versicherungsmathematik der Universität und kooperierte bei Lehrveranstaltungen mit den Historikern und den Politologen.
Gefördert mit einem Stipendium der Alexander-von-Humboldt-Stiftung, hielt er sich 1988 in Deutschland auf, führte Interviews durch und betrieb Archivarbeit für ein Forschungsprojekt über die Mathematiker im nationalsozialistischen Deutschland, zu dem er mehrere Zeitschriftenbeiträge und die 2003 erschienene Monografie Mathematicians Under the Nazis veröffentlichte. 
Segal wurde 2008 emeritiert. Er war mit Rima Maxwell verheiratet, sie hatten drei Kinder. 

## Schriften (Auswahl)
- Nine Introductions in Complex Analysis. Amsterdam: North-Holland, 1981, ISBN 9780444518316.
- Mathematicians under the Nazis. Princeton University Press, 2003, ISBN 9780691004518.
- Amy Dahan-Dalmédico, Jeanne Peiffer: History of Mathematics: Highways and Byways. Übersetzung aus dem Französischen Sanford L. Segal. Washington: Math. Assoc. of America, 2010, ISBN 9780883855621.